# Ґояче
Ґояче (словен. Gojače) — поселення на краю долини річки Віпава в общині Айдовщина. Висота над рівнем моря: 180 метрів.